# Dīzaj-e Chālū
Dīzaj-e Chālū (persiska: دیزج چالو, Dīzaj-e Jālū, دیزج جالو) är en ort i Iran.   Den ligger i provinsen Östazarbaijan, i den nordvästra delen av landet, 500 km nordväst om huvudstaden Teheran. Dīzaj-e Chālū ligger 1 331 meter över havet och antalet invånare är 197.
Terrängen runt Dīzaj-e Chālū är kuperad åt sydost, men åt nordväst är den platt. Dīzaj-e Chālū ligger nere i en dal som går i öst-västlig riktning.Runt Dīzaj-e Chālū är det ganska glesbefolkat, med 27 invånare per kvadratkilometer. Närmaste större samhälle är Ahar, 3,7 km väster om Dīzaj-e Chālū. Trakten runt Dīzaj-e Chālū består i huvudsak av gräsmarker.